# ポントス・カスピ海草原

草原はドナウ川からウラル川の間にほぼ分布する。上図は、ポントス・カスピ海草原全体の中での最大部分を占めるポントスステップとして知られる地域を示している。

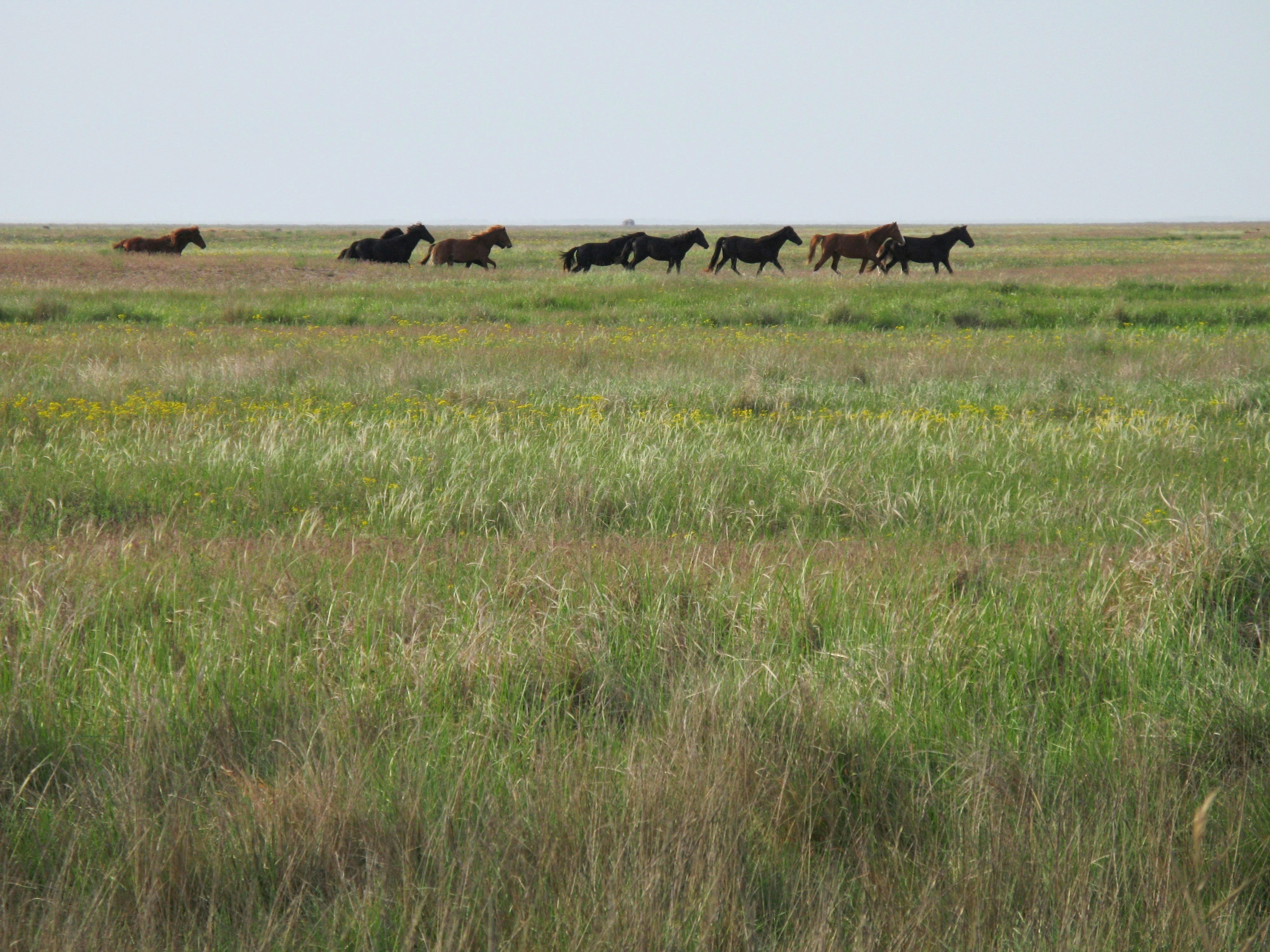
ウクライナのアゾヴォ＝スィヴァスクィー国立自然公園の草原。再導入された馬が駆ける。

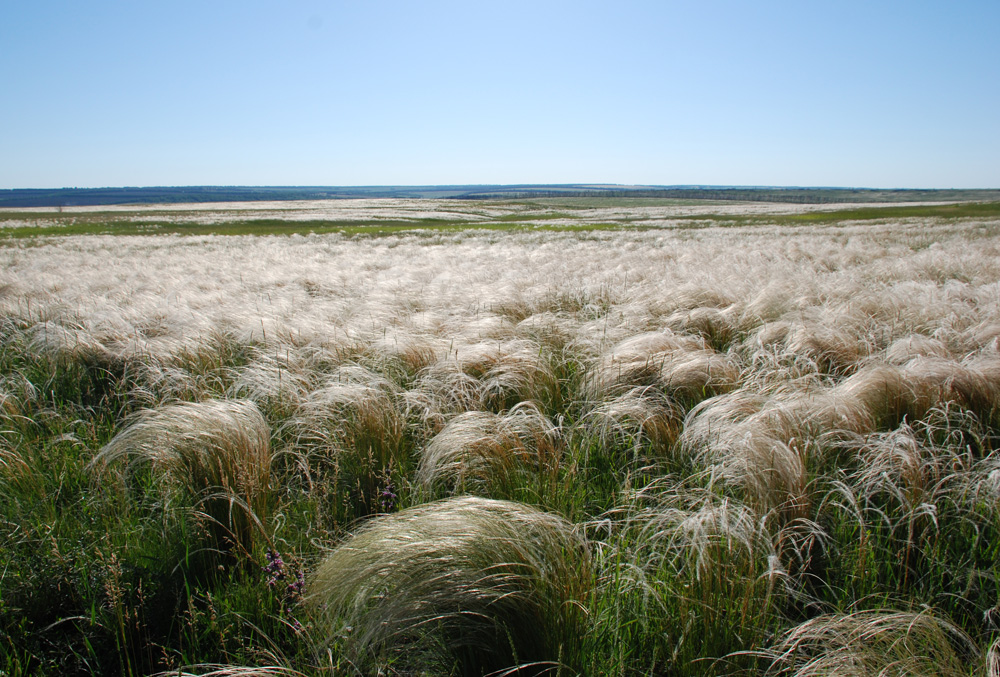
初夏のウクライナ、ルハンシク州のミロブ地区のストルティフスキー草原保護区。イネ科の多年草スティパが繁茂し、草原はその長い穂で埋め尽くされる。

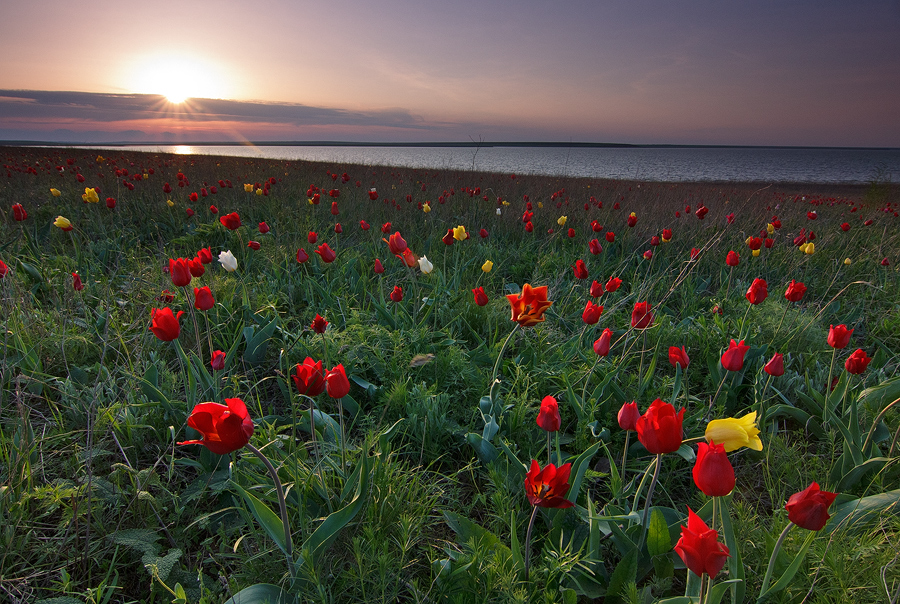
ポントス・カスピ海草原の春を代表する花、ツーリパ・スアベオレンス。ロシア、カルムイク共和国イキ・ブルール地区。

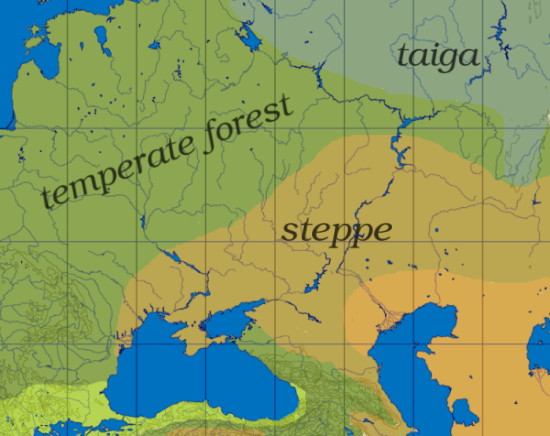
ユーラシア大陸西部におけるユーラシア・ステップのポントス・カスピ海草原周辺の植生帯（気候区）。

ポントス・カスピ海草原（ポントス・カスピかいそうげん、英語: Pontic–Caspian steppe、ロシア語: Понтийско-Каспийская степь）は、中央ユーラシア西北部から東ヨーロッパ南部までのステップ地帯。黒海北岸からカスピ海北岸にかけて広がり、東ではカザフステップへと続く。ユーラシア・ステップの一部を成す。

## 歴史
ウマが最初に家畜化された地域と考えられている。
クルガン仮説では、ポントス・カスピ海草原がインド・ヨーロッパ語族の起源地と考えられている。
古くから騎馬民族が栄えた。キンメリア人、スキタイ、テュルク系民族、モンゴル系民族などが勃興した。

## 穀倉地帯
現在では肥沃なチェルノーゼム型の土壌から世界有数の穀倉地帯となっている。

## 地理と生態学
ポントス・カスピ海草原の面積は994,000平方キロメートル（384,000平方マイル）で、ブルガリア北東部のドブルジャからルーマニア南東部、モルドバ南部、ウクライナ、ロシア、カザフスタン北西部を経てウラル山脈まで広がっている。
ポントス・カスピ海草原は、北は東ヨーロッパの森林草原に囲まれており、南側ではクリミア半島とコーカサス山脈西部にまたがる「クリミア亜地中海性森林群」が草原の南端となっているのを除いて、黒海まで伸びている。草原はロシアのダゲスタン地方のカスピ海西岸まで広がっているが、カスピ海北西岸・北岸には乾燥したカスピ海低地砂漠が広がっている。東ではカザフ草原がポントス・カスピ海草原を囲んでいる。
ポントス・カスピ海草原は、中生代と新生代にウラル山脈の南と東に延び、今日の西シベリア平原の大部分を覆っていたパラテーチス海（テチス海から分離して誕生した海）の延長線上にあったツルガイ海（英: Turgai Sea）の跡である。

## 先史時代の文化
- 線帯文土器文化 - 紀元前5500年～紀元前4500年
  - Circular ditches（円形囲い）
- ククテニ文化 - 紀元前5300から紀元前2600年
- フヴァリンスク文化 - 紀元前5000年～紀元前3500年
- スレドニ・ストグ文化 - 紀元前4500年～紀元前3500年
- クラ・アラクセス文化（英語版） - 紀元前4000年～紀元前2000年
- マイコープ文化 - 紀元前3700年～紀元前3000年
- ヤムナ文化 - 紀元前3500年～紀元前2300年
- 横穴墓文化（英語版） - 紀元前3000年～紀元前2200年
- スルブナヤ文化（英語版） - 紀元前1600年～紀元前1200年
- コバン文化（英語版） - 紀元前1100年～紀元前400年
- ノヴォチェルカッスク文化（英語版） - 紀元前900～紀元前650年

## 歴史的に現れた民族と国
- キンメリア人 - 紀元前12～紀元前7世紀
- ダキア人 - 紀元前11世紀～紀元前3世紀
- スキタイ人 - 紀元前8～紀元前4世紀
- サルマティア人 - 紀元前5世紀～紀元後5世紀
- 東ゴート族 - 3〜6世紀
- フン族 - 4〜6世紀
- ブルガール人（オノグル） - 4〜7世紀
- アラン人 - 5〜11世紀
- アヴァール人 - 6〜8世紀
- 突厥 - 6〜8世紀
- サビル人（英語版） - 6〜8世紀
- ハザール - 6〜11世紀
- ペチェネグ - 8〜11世紀
- キプチャクとクマン人 - 11〜13世紀
- ジョチ・ウルス - 13〜15世紀
- コサック、カルムイク人、クリミア・ハン国、ヴォルガ・タタール人、ノガイ族、その他のテュルク系の国と部族 - 15〜18世紀
- ロシア帝国 - 18〜20世紀
- ソビエト連邦 - 20世紀
- ロシア連邦 - 20世紀～21世紀

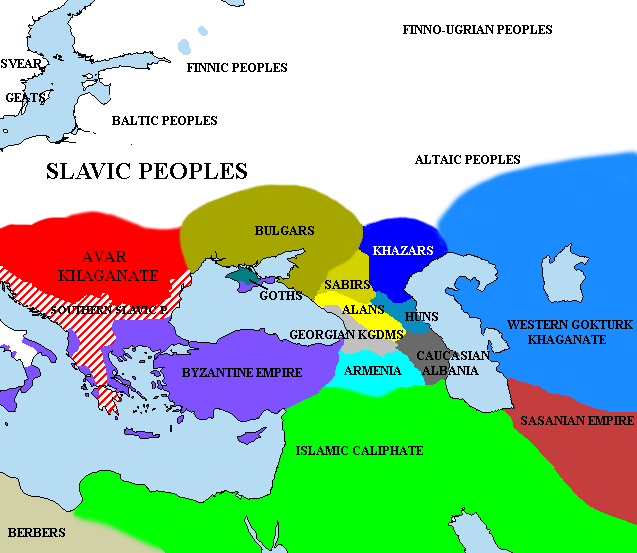
650年頃のポントス・カスピ海草原周辺
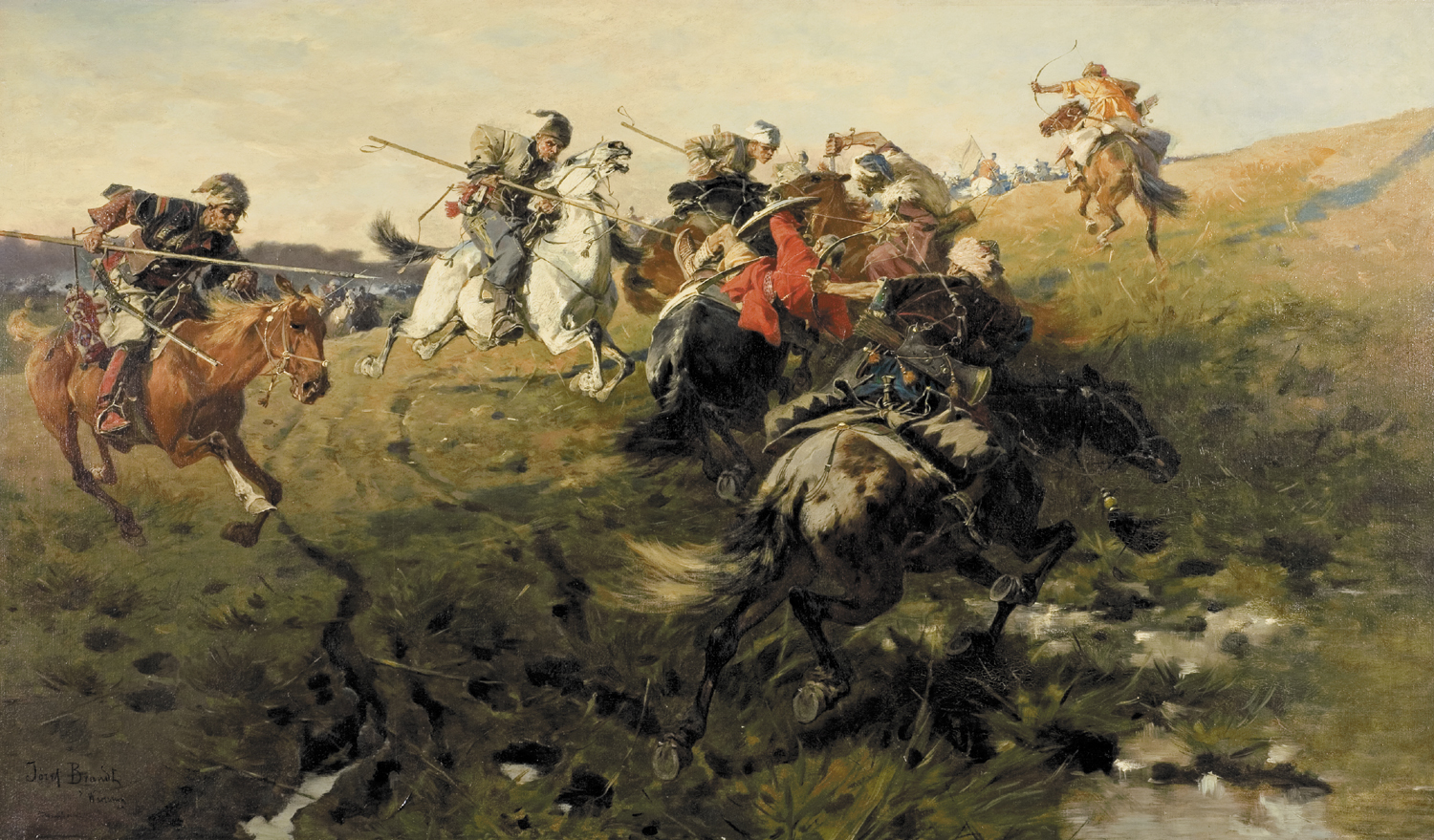
クリミア・ハン国からやってきたタタール人と戦うザポロージャ・コサック、19世紀末の絵画